# Međunarodna lacrosseaška federacija
Međunarodna lacrosseaška federacije (kratica: MLF) utemeljena je 1974. gjodine u svrhu razvijanja i promicanja lacrossea širom svijeta.
14 je punopravnih članskih saveza: Australija, Kanada, Češka, Engleska, Njemačka, Irska, Irska, Irokeski narodi, Japan, Južna Koreja, Novi Zeland, Škotska, Švedska, SAD i Wales.
Pridruženi članovi su: Argentina, Danska, Hong Kong, Finska, Italija i Tonga.
Engleski naziv je World Lacrosse Federation, a engleska kratica je MLF. MLF vodi Svjetsko prvenstvo u lacrosseu i Svjetsko dvoransko prvenstvo u lacrosseu. Postoji i Europsko prvenstvo u lacrosseu.

## Vanjske poveznice
- Međunarodna lacrosseaška federacija
- Njemačka lacrosseaška federacija
- US Lacrosse
- SP 2002.
- [neaktivna poveznica]
- Talijanski lacrosse  Arhivirana inačica izvorne stranice od 22. siječnja 2019. (Wayback Machine)